# Список объектов всемирного наследия ЮНЕСКО на Соломоновых Островах
В списке Всеми́рного насле́дия ЮНЕ́СКО на Соломо́новых Острова́х значится 1 наименование (на 2012 год), это составляет 0,1 % от общего числа (1248 на 2025 год). Единственный объект включен в список по природному критерию. Кроме этого, по состоянию на 2012 год, 2 объекта на территории Соломоновых Островов находятся в числе кандидатов на включение в список всемирного наследия. Соломоновы Острова ратифицировали Конвенцию об охране всемирного культурного и природного наследия 10 июня 1992 года. Единственный объект, находящийся на территории Соломоновых островов был занесён в список в 1998 году на 21-й сессии Комитета всемирного наследия ЮНЕСКО.

## Список
В данной таблице объекты расположены в порядке их добавления в список всемирного наследия ЮНЕСКО.
| # | Изображение | Название                         | Год внесения в список | Время создания | Местоположение                               | №   | Критерии |
| - | ----------- | -------------------------------- | --------------------- | -------------- | -------------------------------------------- | --- | -------- |
| 1 |             | Ист-Реннелл (англ. East Rennell) | 1998                  | —              | Остров: Реннелл Провинция: Реннелл и Беллона | 854 | ix       |

## Предварительный список
В таблице объекты расположены в порядке их добавления в предварительный список. В данном списке указаны объекты, предложенные правительством Соломоновых Островов в качестве кандидатов на занесение в список всемирного наследия.
| # | Изображение | Название                                                                                                  | Год внесения в список | Время создания | Местоположение                                          | №    | Критерии                     |
| - | ----------- | --- | --------------------- | -------------- | ------------------------------------------------------- | ---- | ---------------------------- |
| 1 |             | Острова Марово и Тетепаре (англ. Marovo - Tetepare Complex)                                               | 2008                  | —              | Провинции: Западная                                     | 5414 | iii, v, vi, vii, viii, ix, x |
| 2 |             | Тропические дождевые леса на Соломоновых островах (англ. Tropical Rainforest Heritage of Solomon Islands) | 2008                  | —              | Провинции: Макира-Улава, Гуадалканал, Шуазёль, Западная | 5416 | vii, ix, x                   |